# Ursula B. Marvin

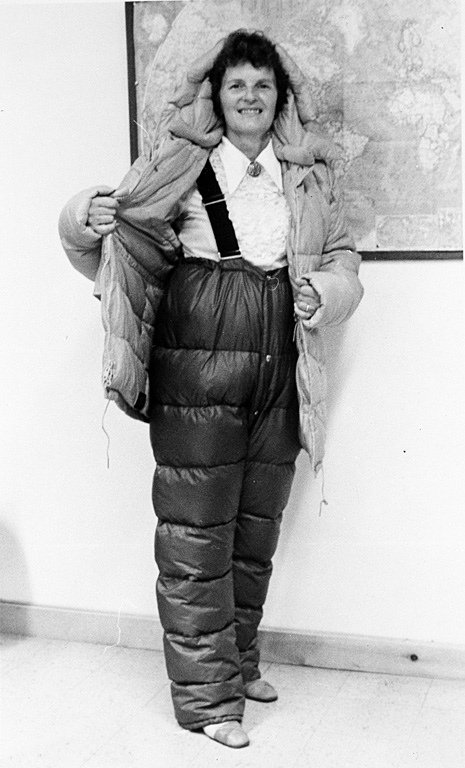
Ursula B. Marvin vor dem Aufbruch in die Antarktis

Ursula Bailey Marvin (* 20. August 1921 in Bradford, Vermont; † 12. Februar 2018 in Concord, Massachusetts) war eine US-amerikanische Geologin, Mineralogin und Wissenschaftshistorikerin.

## Leben
Marvin studierte Geschichte an der Tufts University mit dem Bachelor-Abschluss 1943 und Geologie am Radcliffe College der Harvard University mit dem Master-Abschluss 1946 und der Promotion 1969 (Ph. D.).  Nach der Promotion war sie Assistentin für Silikatchemie an der Universität Chicago und 1953 bis 1958 Mineralogin bei der Union Carbide Ore Company. 1958 bis 1961 war sie Instructor für Mineralogie an der Tufts University. 1961 bis 1998 war sie Geologin am Smithsonian Astrophysical Observatory. 1968/69 war sie Lecturer an der Tufts University und 1974 bis 1992 an der Harvard University.
1975 bis 1985 war sie im Board of Trustees der Tufts University.
Neben Geologiegeschichte befasste sie sich mit Analyse von Meteoriten und war im Analyseteam für Mondgestein der NASA.
Für ihr Buch über die Geschichte der Plattentektonik erhielt sie 2005 die Sue Tyler Friedman Medal. 1986 erhielt sie den History of Geology Award der Geological Society of America. 1975/76 war sie Präsidentin der Meteoritic Society. 1997 erhielt sie den Lifetime Achievement Award der Women in Science and Engineering. Sie war seit 1986 Fellow der American Association for the Advancement of Science.
Der Marvin-Nunatak in der Antarktis und der Asteroid (4309) Marvin sind nach ihr benannt. Sie war mehrfach in der Antarktis auf Meteoritensuche, u. a. für die NASA und die National Science Foundation, so 1978/79.
1952 heiratete sie den Geologen Thomas Crockett Marvin (1916–2012).

## Veröffentlichungen (Auswahl)
- Continental Drift: Evolution of a concept. Smithsonian Books, 1979.
- Meteorites in history: an overview from the Renaissance to the 20th century. In: Gerald Joseph Home McCall, A. J. Bowden, Richard John Howarth (Hrsg.): The History of Meteoritics and Key Meteorite Collections: Fireballs, Falls and Finds. Geological Society Special Publications 256, Geological Society, London 2006, ISBN 978-1-86239-194-9, S. 15–75.